# Cardiocondyla shuckardi
Cardiocondyla shuckardi is een mierensoort uit de onderfamilie van de Myrmicinae. De wetenschappelijke naam van de soort is voor het eerst geldig gepubliceerd in 1891 door Forel.